# KBCラジオ・チャリティ・ミュージックソン
『KBCラジオ・チャリティ・ミュージックソン』（ケイ・ビー・シー・ラジオ・チャリティー・ミュージックソン）は九州朝日放送（KBCラジオ）が12月24日から12月25日に渡って毎年放送しているチャリティーラジオ番組。『ラジオ・チャリティー・ミュージックソン』の福岡版（企画ネット番組）。

## 概要
- ニッポン放送をキーステーションに放送される「ミュージックソン」の企画ネット番組で、九州朝日放送（KBCラジオ）ではニッポン放送・STVラジオと同じく1975年に放送開始。なお、同局ではミュージックソンを主に進行するパーソナリティをメインランナーと呼び、同局パーソナリティが毎年務める。
- 他の放送局同様、身体障害者への支援を目的とする「通りゃんせ基金」への金銭を募っている。
- 厚生大臣・渡辺美智雄が「ラジオ・チャリティー・ミュージックソンを通じて目の不自由な方々の福祉キャンペーンを実施し視覚障害者について国民の理解を深めると共に福祉増進に大きな貢献をした」として感謝状を1976年に送っている。
- 1980年には九州朝日放送独自に点字教室を開講した。寄せられた寄付金の中から点字器や教材の購入に使われた。九州朝日放送で呼びかけたところ定員25名に対し2倍の応募者があった。その後、1期の講習だけでは不十分として、卒業生が自主的に点字サークルの「KBC点字同好会」を設け、様々な本を点訳し、地元の盲学校や図書館に寄贈する活動を行っている。当初の活動母体はKBC朝日文化センターだったが、1992年から子会社のKBC開発に引き継がれた。
- 2003年-2011年は放送時間を拡大して放送していた。
- 2001年・2002年は天神・福岡三越のライオン広場前、2003年-2010年は、大丸福岡天神店 エルガーラ・パサージュ広場、2011年は九州朝日放送本社1階・オープンスペースLatteにメイン募金会場を設置。そのほか、北九州会場[1]、九州朝日放送本社・北九州支社、口座振込[2]、現金書留、郵便振替、2003年-2010年は北部九州・2011年・2012年は福岡県内のゆめタウンの各店舗、2011年・2012年は西鉄福岡天神駅・北口コンコースの「天神ときめき広場」でも寄付金を受け付けている。なお、2006年は福岡県自動車整備振興会の各事務所でも募金を行った。
- 2012年10月13日・14日に「ふくおか共助社会づくりフェスタ」が福岡市天神の天神中央公園で行われ、そのイベントに九州朝日放送がブースを設け、その収益の一部を、ミュージックソンに寄付し、音の出る信号機の設置や、点字教室の運営に役立てることになっている
- 2008年-2011年は携帯電話で寄付金の受付を行う「ケータイdeチャリティー募金」[3][4][5][6]が行われていた。
- 福岡県内で2011年までに集まった寄付金は3億2573万6433円[7]、その寄付金から音の出る信号機が設置されたのは186基、これは福岡県内に設置されている音の出る信号機の約3割がミュージックソンの寄付金で設置されている。

## 番組内容

### 1975年～1989年
- 1975年は、ニッポン放送でのミュージックソンの内容の一部を放送し、同時に九州朝日放送（KBCラジオ）がリスナーに対し、独自に寄付を呼びかけた。
  - メインランナーは小城まさひろが担当。

- 1976年は、九州朝日放送社内にラジオ局長を委員長とするミュージックソン実行委員会を設置し、ラジオ局を中心として動員態勢を整え、24時間にわたって独自の番組内容による生放送を行った。
  - メインランナーは小城まさひろが担当。
  - 同時に地元タレントの栗田善成・福地高子・ばってん荒川、九州朝日放送アナウンサーやパーソナリティが、3台のラジオカー・「ひまわり」にそれぞれが乗り込み、24日の正午に北九州・筑豊・筑後にて同時にスタート。福岡県内を夜通し走行し、移動中継を行いながら、リスナーや通行人に募金を行い、25日正午には福岡市の九州朝日放送本社に到着した。
  - また、一般公募のボランティアおよそ100人が不眠不休で24時間の募金活動を支えた。
  - 募金会場として小倉ステーションホテルにサテライトスタジオを特設し、九州朝日放送本社と久留米会場の3か所で夜通しリスナーや市民からの寄付金を受け付けた。
  - なお、一時期、当時番組のスポンサーであった、ファミリーマートを中心にして、福岡県内の各商店等に年間を通じて募金箱の常設を依頼したところ、引き受ける店が相次ぎ、設置数は100ヵ所を超えた。
  - また、この年は歌手の山口百恵が本社スタジオにて寄付を呼びかけた。
- 1977年のメインランナーは小城まさひろ。
  - そのほか、ばってん荒川、栗田善成など、タレントやアナウンサーが出演した。
- 1978年のメインランナーは栗田善成ほか。
  - そのほか、ばってん荒川、福地高子など、タレントやアナウンサーが出演した。
- 1979年のメインランナーは永田時彦。
  - そのほか、ばってん荒川、福地高子など、タレントやアナウンサーが出演した。
- 1980年のメインランナーは長谷川弘志。
  - そのほか、ばってん荒川、福地高子などのタレントや二木清彦、西村純子などのアナウンサーが出演した。
- 1981年のメインランナーは長谷川ひろし。
  - 出演は、浜田朱里、竹本孝之、滝ともはる、仁井まさお、ばってん荒川、栗田善成、かなぶんや、ほかである。
- 1982年のメインランナーは長谷川ひろし。
  - 出演は、倉田まり子、尾形大作、ばってん荒川、栗田善成、かなぶんや、ほかである。
- 1983年のメインランナーは長谷川ひろしと小城まさひろが担当。
  - 出演は、尾形大作、桑田靖子、ばってん荒川、栗田善成、かなぶんや、ほかである。
- 1984年のメインランナーは富田薫。
  - 出演は、尾形大作、石川秀美、菊池桃子、松居直美、ほかである。
- 1985年のメインランナーは富田薫。
  - 出演は、芳本美代子、荻野目洋子、森口博子、竜哲也、森川美穂、ほかである。
  - なお、この年は九州朝日放送の公開空地にて初めてのチャリティバザーが行われた。
- 1986年のメインランナーは二木清彦。
  - 出演は、倉沢淳美、真璃子、森川美穂、森下由里子、他である。
- 1987年のメインランナーは富田薫。
  - 出演は、畠田理恵、石上久美子、白田あゆみ。
- 1988年のメインランナーは富田薫。
  - 出演はアナウンサーの山本栄子、二木清彦、芦間恵子、師岡正雄、山崎正子、沢田幸二、奥田智子、ゲストに、財津和夫、菅原やすのり、畠田理恵、西田ひかる、レモン・エンジェル、北岡夢子である。
- 1989年のメインランナーは安田栗之助。
  - 出演はアナウンサーとして、富田薫、二木清彦、沢田幸二、西川恵三、ゲストは立花理佐、香田晋、大和桜。

### 1990年代
- 1990年・1991年のメインランナーは奥田智子[8]。
  - 1990年のゲストはB'z、高橋久美子。1991年のゲストは福岡文、Mi-ke、下田逸郎。その他九州朝日放送アナウンサー、タレント総出演。
- 1992年・1993年は九州朝日放送アナウンサー陣がリレー形式でメインランナーを担当。
  - 1992年のゲストはばってん荒川、栗田善成、山下真理恵。
- 1994年のメインランナーは二木清彦。
  - ゲストはばってん荒川、中島浩二、たかが高田、亀屋大吉ほか。
- 1995年のメインランナーは二木清彦・富田薫。
  - ほか、九州朝日放送アナウンサー多数出演。ゲストはばってん荒川、百田洋之。
- 1996年のメインランナーは百田洋之、前原ひとみ、秋山仁志、中島浩二ほか。
  - そのほか、九州朝日放送アナウンサー、タレントが多数出演。また、MALTAチャリティーライブが九州朝日放送テレビスタジオで12月24日の19時から行われた。
- 1997年のメインランナーは秋山仁志。
  - そのほかに、平川尚子、小田有己江、奥田智子、宮本啓典、中島浩二、久村洋子、長谷川ひろし、大川慶子が出演。
- 1998年のメインランナーは和田安生。
  - そのほかに、木村佳代、中島浩二、中村基樹、宮本啓典、逸見明正、秋山仁志、平川尚子、ゆっきー、宇野由紀子、加藤暁、長谷川ひろし、奥田智子、栗田善成、西村香織が出演。
  - ゲストは三重野瞳、ハル、SHAZNA、SHIBA、ブリーフ&トランクスほか。
- 1999年は12月24日正午から25日17時までの29時間生放送となった。
  - メインランナーは沢田幸二。
  - 出演は、ハル、小梅伍（平成アニメっ子倶楽部）、佳苗、アステカ（プロレスラー）、ばってん荒川、永井みゆき、岩本公水、横綱・若乃花、小久保裕紀。

### 2000年代
- 2000年のメインランナーは沢田幸二・徳永玲子。そのほか、パーソナリティやタレントが総出演した。
- 2001年のメインランナーは沢田幸二と和田安生。
  - 12月24日正午-20時は天神・福岡三越のライオン広場前とチャチャタウン小倉からの2元生放送。
    - なお、チャチャタウン小倉では24日9時-12時に「和田安生・宮本けいすけのびっくり!パワーシャベル」を全編にわたり生放送。

  - 24日20時-12月25日12時は九州朝日放送第2スタジオから放送。
  - 24日にはこの年のゲスト・夏川りみのライブが、天神・三越のライオン広場とチャチャタウン小倉で行われた。
  - 24日の13時台には盲導犬の紹介コーナーを、15時台には盲導犬の事情を取材したリポートを放送した。
- 2002年のメインランナーは中村もとき・影平晶。
  - 24日には九州朝日放送本社から西村香織も担当。
  - 24日・25日はCallingをゲストに迎えライブを行った。
  - 24日14時台に全国で初めての盲導犬専用の公衆トイレが天神にできたという話題をリポートで紹介した。
  - 24日15時台には九州朝日放送（KBCラジオ）の「ミミトモ!」から生まれたアカペラ隊「ミミアカ」のライブが行われた。
  - 24日19時-25日6時は九州朝日放送本社1階ロビーから「宮本けいすけ・栗田善太郎のオールナイト宣言!」を放送。
  - 25日深夜1時にはスター高橋・脚本のラジオドラマを放送。
  - 25日7時台には最新のニュースとスポーツ情報を放送した。
  - 25日11時台は九州朝日放送本社1階ロビーの特設ステージから放送しグランドフィナーレを迎えた。
- 2003年は12月24日12:00-25日16:00の放送。
  - メインランナーは沢田幸二と奥田智子。
  - 24日22時-12月25日9時は九州朝日放送第2スタジオから宮本けいすけ・栗田善太郎が担当。
- 2004年は12月24日12:00-25日18:00の放送。
  - メインランナーは沢田幸二と和田安生。
  - 放送当日に福岡ソフトバンクホークスが誕生したことから、随時ホークス関連情報を放送した。
  - 24日正午-20時15分・25日8時-18時はパサージュ広場から生放送。
  - 24日21時-24時は大丸福岡天神店 エルガーラ・パサージュ広場にてポカスカジャン、大森洋平、10,000 Promises.、Cry&Feel it、アカッペラーズが出演してのスペシャルライブが行われた。
  - 24日24時-25日8時には九州朝日放送第2スタジオから奥田智子・西村香織・岩渕梢が担当。
- 2005年は12月24日12:00-12月25日15:00までの27時間の放送。
  - メインランナーは宮本けいすけ・中島浩二。
  - テーマ曲は永山尚太の「幸い住む鳥」。
- 2006年、12月24日11:00-12月25日12:00までの25時間の放送。
  - メインランナーは宮本けいすけ・奥田智子、ゲストランナーは笑福亭笑瓶（24日のみ）。
  - テーマ曲は永山尚太の「ありがとう」。
- 2007年は12月24日11:00-12月25日12:00までの25時間の放送。
  - メインランナーは宮本けいすけと宮島咲良、ゲストランナーは松村邦洋
  - テーマ曲は永山尚太の「ぼくらの道」。
  - 24日の正午-夜は大丸福岡天神店 エルガーラ・パサージュ広場を、25日の朝からグランドフィナーレまで九州朝日放送本社1階オープンスペース・Latteをメイン会場として使用。
  - 24日20:00-23:30には大丸福岡天神店 エルガーラ・パサージュ広場でやなわらばー、平川地一丁目、唄人羽、しおり、岡野宏典、熊木杏里が出演してのクリスマスチャリティライブが行われた。
  - 24日23:30-12月25日朝5時には九州朝日放送本社1階オープンスペースLatteにて栗田善太郎・MASAKIが担当。
  - 24日限定で2班のキャラバン隊を投入し、それぞれ中継を結んで、イベントを展開。
  - 沢田幸二・おすぎ・しおり
    - 12:00-13:00・ゆめタウン博多→16:00-17:00・ゆめタウン筑紫野→19:00-20:00・小倉駅前JAM広場→大丸福岡天神店 エルガーラ・パサージュ広場

  - 中島浩二・ミラクルひかる・唄人羽
    - 13:00-14:00・ゆめタウン大牟田→18:00-19:00・ゆめタウン久留米→大丸福岡天神店 エルガーラ・パサージュ広場
- 2008年12月24日11:00-12月25日12:00までの25時間の放送。
  - メインランナーは宮本けいすけと宮島咲良、ゲストランナーは松村邦洋
  - テーマ曲は永山尚太の「掌〜てのひら」。
  - 24日の正午-夜は大丸福岡天神店 エルガーラ・パサージュ広場を、25日の朝からグランドフィナーレまで九州朝日放送本社1階オープンスペース・Latteをメイン会場として使用。
  - 24日24時-25日5時には九州朝日放送本社・第2スタジオにて、大丸福岡天神店 エルガーラパサージュ広場で20:00-24:00に行われたクリスマスチャリティライブに参加した、熊木杏里・カラーボトル・たむらぱん・岡野宏典・theSoul（登場順）が1時間ごとにリレーでパーソナリティを務めた。
  - 24日限定で2班のキャラバン隊を投入し、それぞれ中継を結んで、イベントを展開。
  - 沢田幸二・中村もとき・熊木杏里
    - 12:00-13:00・ゆめタウン筑紫野[9]→16:00-17:00・ゆめタウン博多→19:00-20:00・小倉駅前JAM広場→大丸福岡天神店 エルガーラ・パサージュ広場

  - 栗田善成・中島浩二・中孝介
    - 13:00-14:00・ゆめタウン大牟田→18:00-19:00・ゆめタウン久留米[10]→大丸福岡天神店 エルガーラ・パサージュ広場
- 2009年12月24日11:00-12月25日12:00までの25時間の放送。
  - メインランナーは宮本けいすけと宮島咲良、ゲストランナーは松村邦洋[11]。
  - 24日の正午-夜は大丸福岡天神店 エルガーラ・パサージュ広場を、25日の朝からグランドフィナーレまで九州朝日放送本社1階オープンスペース・Latteをメイン会場として使用。
  - 24日にブギウギラジオとの連携で豚汁チャリティを行い、100円以上募金をした1回ごとに先着100人、3回（13時・16時・19時）に分けて配布。リスナーに対し、予定より多めの量をリスナーや通行人に配布し、20時過ぎに終了した。
  - 24日24時-25日5時には九州朝日放送本社・第2スタジオにて、大丸福岡天神店 エルガーラ・パサージュ広場で20:00-24:00に行われたクリスマスチャリティライブに参加したmy・たむらぱん・唄人羽・ビーグルクルーがリレーでパーソナリティを務めた[12]。
  - 永山尚太が作曲し、福岡高等盲学校の生徒たちが作詞の、オリジナルソング・「ひとりじゃないよ」が創られた。
    - 永山尚太が曲を作り、それを福岡高等盲学校の生徒たちが聴いて、そこから連想される詩を書いてもらい、永山自身がそれぞれの生徒が書いた詩を一つにまとめ、さらに、詩の一部が曲調に合うように、多少、曲の手直しを加え、最後に仕上げの編曲作業を行って、オリジナルソング・「ひとりじゃないよ」が完成した。なお、この曲は、2009年のグランドフィナーレにて、永山尚太自身が披露した。

  - 24日限定で2班のキャラバン隊を投入し、それぞれ中継を結んで、イベントを展開。
  - 沢田幸二・中村もとき・たむらぱん[13]
    - 12:00-13:00・ゆめタウン筑紫野[14]→16:00-17:00・ゆめタウン博多[15]→19:00-20:00・小倉駅前JAM広場[16]→大丸福岡天神店 エルガーラ・パサージュ広場

  - 栗田善成・中島浩二
    - 13:00-14:00・ゆめタウン大牟田[10]→18:00-19:00・ゆめタウン久留米[14]→大丸福岡天神店 エルガーラ・パサージュ広場

### 2010年代
- 2010年は12月24日11:00-12月25日12:00までの25時間の放送。
  - メインランナーは沢田幸二と加納有沙、ゲストランナーは松村邦洋。
  - 24日の正午-夜は大丸福岡天神店 エルガーラ・パサージュ広場を、25日の朝からグランドフィナーレまで九州朝日放送本社1階オープンスペース・Latteをメイン会場として使用。
  - テーマは「広がれ!ありがとうの輪」。
  - 24日の夜にはグランド・ハイアット・福岡にて当日のミュージックソンにも出演した錦野旦と地元・福岡出身の山本リンダのクリスマスディナーショーが行われた。
  - 24日24時-25日5時には九州朝日放送本社・第2スタジオにて「オールナイト・ミュージックソン」と題し、ありがとうポエム制作に取り組んだ。
    - 出演はパラシュート部隊・CHIHARU他。

  - 25日朝5時-8時まで倉富顕子が九州朝日放送第2スタジオからパーソナリティを務めた。
  - 24日だけ2班のキャラバン隊を投入し、それぞれ中継を結んで、イベントを展開。
  - 中島浩二・岡本啓
    - 12:00-13:00・ゆめタウン博多[17]→16:00-17:00・ゆめタウン筑紫野[18]→19:00-20:00・小倉駅前JAM広場[19]→大丸福岡天神店 エルガーラ・パサージュ広場

  - 武内裕之・スター高橋
    - 13:00-14:00・ゆめタウン久留米[20]→18:00-19:00・ゆめタウン大牟田[21]）→大丸福岡天神店 エルガーラ・パサージュ広場

- 2011年は12月24日11:00-12月25日12:00の25時間の放送。
  - メインランナーは武内裕之・加納有沙、ゲストランナーは松村邦洋。
  - メイン会場は九州朝日放送本社1階・オープンスペースLatteを24時間通して使用。
  - テーマは「手をつないで」。
    - これは3月に発生した東日本大震災や9月の一連の台風による集中豪雨によって尊い命が失われたことから、1人1人が手をつなぎ、つないだ手のぬくもりを感じることが、相手を思いやる気持ちであり、視覚障害者が暮らしやすくなることへつながるという思いを込めてこのテーマとなった。

  - テーマソングは、福岡を拠点に活躍しているアイドルグループ・LinQの「手をつないで」[22]で、2011年度以降はこの曲をメインテーマに用いている。
    - そのLinQのメンバーは12月24日・25日のミュージックソンの番組内で3つの班に分かれて募金拠点を兼ねたイベント会場でライブを行い、それと共に、募金の呼びかけを行った。24日のオープニングでは3つの班とも九州朝日放送本社1階・オープンスペースLatteでリスナーや市民、それにファンに対し挨拶を行い、その後、3つの班が別々に分かれて、募金活動とライブを行った。その内、24日の九州朝日放送本社1階・オープンスペースLatteと西鉄福岡天神駅・北口コンコースの「天神ときめき広場」ではライブを行わず、募金活動のみを行った。また、LinQのメンバー・上原あさみが2012年1月6日に九州朝日放送本社を訪れ、2011年12月30日に行われた、第100回記念公演「LinQファン大感謝祭」の中で、「メンバー私物オークション」を行い、その売り上げの一部である20万5300円を、九州朝日放送のミュージックソンに寄付した。

  - また、九州朝日放送本社・1階オープンスペースLatteでは移動車で軽食の販売を行うほか、チャリティバザーを行い、その収益金はミュージックソンに寄付される。
  - 24日21時-25日5時は「オールナイト・ミュージックソン」と題し、九州朝日放送本社・オープンスペースLatteにてライブとトークを繰り広げた。なお、ライブとトークは別々に行われた。出演はライブの登場順に石橋凌、初音、ミサンガ、brisq'reed、ももちひろこ、満月、トリミライト。25日0時から行われるトークの登場順はbrisq'reed、満月、トリミライト、ミサンガ。進行はBLUE RIVERが務めた。
  - なお、今回は25時間の通し企画として、アナウンサーの長岡大雅が、福岡県内を移動しながら、募金の呼びかけを行い、そこで1万人を目標に握手をする「長岡アナウンサーが1万人と握手」のコーナーが行われた。
  - 24日限定で2班のキャラバン隊を投入し、それぞれ中継を結んで、イベントを展開。
  - 沢田幸二・徳永玲子
    - 正午・ゆめタウン筑紫野[23]→15時10分・JR小倉駅前JAM広場→19時・ゆめタウン博多[24]

  - 中島浩二・斉藤ふみ
    - 13時・ゆめタウン久留米[25]→18時・ゆめタウン大牟田[26]
- 2012年は12月24日正午-25日正午の24時間放送。
  - テーマは「手をつないで〜広がれ笑顔の輪」
  - メインランナーは沢田幸二と原田らぶ子。
  - ゲストにLinQ、ハライチ、ロッチ、フォーリンラブ、アンガールズ、Mye、山口吉隆、CHEESE CAKE、岡部諒輔ほか。
  - なお、今回はレギュラー番組での企画に加え、24時間の特別番組では、メインランナーの沢田幸二と原田らぶ子の2人が福岡県内6か所の募金会場を巡回し、ボランティアや、買い物客やリスナー、それに通行人とふれあいながら募金活動を行う。さらに、九州朝日放送（KBCラジオ）のパーソナリティが福岡県内各地の募金会場に出向いて、ゲストと共に募金への協力を呼びかける。
  - 24日には、西鉄福岡天神駅・ときめきひろば北口コンコースにて寄付金した、先着1000名のリスナーや通行人に対し、福岡県の糸島市立南風小学校に通っている小学3年生の生徒一同と、JA糸島の職員から、ミュージックソンのためにプレゼントした「ひまわりの種」を配布する。
    - 今回のプレゼントは、南風小学校と、JA糸島の職員が、13年間取り組んでいる「花いっぱい運動」という、糸島の街を多くの花で彩る活動がきっかけとなっていて、この年の南風小学校の3年生の生徒全員とその保護者、それに、住民や老人クラブなどが、一緒になり、JA糸島の職員の指導のもとで、「花いっぱい運動」のシンボルでもある「ひまわり」を種から育てている。その南風小学校の通学路には、「音の出る信号機」が設置されていて、生徒にも馴染み深く、「一基でも増やしたい」という気持ちから、「見るだけで元気が出る」ひまわりの花の種を、ミュージックソンのためにプレゼントした。

  - 番組構成は3部構成で、24日正午-午後7時30分の第1部はゆめタウン博多・ゆめタウン筑紫野・ゆめタウン久留米・ゆめタウン大牟田の4店舗、それに、西鉄福岡天神駅・天神ときめきひろばの北口コンコース、JR小倉駅・JAM広場の各募金会場からリレー中継の形でお送りし、24日午後7時30分から翌25日午前10時までは九州朝日放送本社・ラジオ第1スタジオにて第2部を放送。24日の午後7時30分-深夜0時は沢田幸二・原田らぶ子で進行するが、25日深夜0時-午前6時はBLUE RIVERが進行し、その後、25日午前6時-10時は沢田幸二・原田らぶ子で進行。25日午前10時-正午の第3部ではゆめタウン博多から公開生放送を行い、メインランナーの2人と、九州朝日放送のアナウンサーやパーソナリティが出演する。また、LinQのライブも行われる。
- 2013年は12月24日正午-25日正午の24時間放送。4部構成。
  - サブテーマソングは、LinQの「キラキラのイメージ」。
  - メインランナーは沢田幸二と石井栞、LinQの深瀬智聖。
- 2014年は12月24日正午-25日正午の24時間放送。
  - メインランナーは2012年に続いて、沢田幸二と石井しおり、LinQの深瀬智聖[27]。
- 2015年は12月24日正午-25日正午の24時間放送。
  - メインランナーは、沢田幸二とLinQの深瀬智聖。
  - ゲストランナーは、松村邦洋。
- 2016年は12月24日正午-25日正午の24時間放送。
  - メインランナーは、沢田幸二・川上政行・加藤恭子。
  - 2017年は12月24日正午-25日正午の24時間放送。
  - メインランナーは、前年度に引き続き、沢田幸二・川上政行・加藤恭子。
  - 2017年以降は『オールナイトニッポン ラジオ・チャリティ・ミュージックソンスペシャル』（オードリー／三四郎）をフルサイズネットをしている。
- 2018年は12月24日正午-25日正午の24時間放送。
  - メインランナーは、3年連続で沢田幸二・川上政行・加藤恭子。
  - 2018年度は24時-5時までを通常編成として、昨年同様『オールナイトニッポン ラジオ・チャリティ・ミュージックソンスペシャル』のフルサイズネットを実施。
- 2019年は12月24日正午-25日正午の24時間放送。
  - メインランナーは沢田幸二・小林徹夫・山﨑萌絵。
  - 25日の0:05-1:00は『LinQクリスマススペシャル』、1時からの4時間は『オールナイトニッポン ラジオ・チャリティ・ミュージックソンスペシャル』のフルサイズネットを実施、『アサコレ』は通常通り放送。

### 2020年代
- 2020年は12月24日正午-25日正午の24時間放送。
  - メインランナーは和田侑也・岡田理沙。（両人ともKBCアナウンサーでのチャリティーミュージックソンメインランナーとしては最年少）
  - 24日の16:00 - 17:00は共通スポンサーを付けたうえで、KBCと広島・RCC、香川・RNCの3局同時放送を行う。いずれの局も各地おひざ元のゆめタウンイベントスペースを例年の「愛の泉」としている。KBCからは和田侑也と沢田幸二。
  - 24日の23:59-25日1:00は『Kis-My-Ft2・SixTONESクリスマススペシャルライブ』[28]、1時からの4時間は『オールナイトニッポン ラジオ・チャリティ・ミュージックソンスペシャル』のフルサイズネットを実施、『アサコレ』は通常通り放送。6:30-9:00は『アサデス。ラジオ チャリティ・ミュージックver.』として放送。
- 2021年は12月24日正午-25日正午の24時間放送。
  - メインランナーは2020年に続いて2年連続の和田侑也・岡田理沙。
  - 24日の16:00 - 17:00は共通スポンサーを付けたうえで、KBCと広島・RCC、香川・RNCの3局同時放送を2年連続行った。KBCからは2021年に引き続き、和田侑也と沢田幸二が出演。
- 2022年は12月24日正午-25日正午の24時間放送。
  - メインランナーは細谷めぐみと3年連続で務める和田侑也。
- 2023年は12月24日正午-25日正午の24時間放送。
  - メインランナーは2年ぶり3回目の組み合わせとなる和田侑也・岡田理沙。和田は4年連続・岡田は2年ぶり3回目の担当。
  - 6:40-9:00は『アサデス。ラジオ ラジオ・チャリティ・ミュージックソンスペシャル』として放送。
- 2024年は12月24日正午-25日正午の24時間放送。
  - メインランナーは細谷めぐみ・岡田理沙・和田侑也。なお、メインランナーの担当は、細谷が2年ぶり2回目、岡田が2年連続4回目、和田が5年連続である。
  - この年はKBCのミュージックソンが50回目を迎えることから、テーマを「おかげさまでありがとう、おたがいさまでありがとう」に設定して、募金活動やイベント、特別番組を展開していく予定。